# نیوپورت، ایست رادینگ آو یورک‌شر
نیوپورت (به انگلیسی: Newport) یک روستا و محله مدنی در بریتانیا است که در East Riding of Yorkshire واقع شده‌است. نیوپورت ۱٬۵۸۰ نفر جمعیت دارد.